# نابليون بونابرت بافورد
نابليون بونابرت بافورد (بالإنجليزية: Napoleon Bonaparte Buford)‏ هو مصرفي وضابط أمريكي، ولد في 13 يناير 1807 في مقاطعة ودفورد في الولايات المتحدة، وتوفي في 28 مارس 1883 في شيكاغو في الولايات المتحدة.